# Gran Premio della Malesia 2000
Il Gran Premio della Malesia 2000 è stato l'ultimo Gran Premio di Formula 1 della stagione 2000. Disputato il 22 ottobre 2000 sul circuito di Sepang, fu vinto da Michael Schumacher, su Ferrari. Grazie alla vittoria del pilota tedesco ed al terzo posto ottenuto da Rubens Barrichello la scuderia italiana vinse il decimo Campionato Costruttori della sua storia, superando la Williams in cima alla graduatoria delle squadre più vittoriose. Inoltre è stata l'ultima gara in F1 per Johnny Herbert e Pedro Diniz.

## Vigilia
Dopo aver conquistato il titolo piloti con Michael Schumacher nel Gran Premio precedente, la Ferrari si presentò all'ultima gara in calendario con tredici punti di vantaggio sulla McLaren nel campionato costruttori. Alla scuderia italiana sarebbe quindi bastato ottenere tre punti per aggiudicarsi anche il titolo costruttori, ripetendo il successo dell'anno precedente.

### Aspetti tecnici
Le scuderie, ormai impegnate nella progettazione delle vetture per la stagione 2001, portarono poche novità tecniche all'ultimo appuntamento stagionale. Le modifiche furono incentrate soprattutto sulla necessità di migliorare il raffreddamento delle componenti meccaniche delle vetture nel torrido clima malese: diverse scuderie praticarono delle aperture supplementari nella parte posteriore delle fiancate, mentre la Williams montò, nelle prove del venerdì, le ciminiere impiegate nel Gran Premio d'Ungheria, tornando ad una configurazione più convenzionale sabato. La Benetton schierò, per il solo Wurz, una vettura con un motore evoluto e una distribuzione dei pesi modificata.

## Prove libere

### Risultati
Nella prima sessione di prove di venerdì i risultati furono i seguenti:
| Pos | No | Pilota             | Costruttore        | Tempo    |
| --- | -- | ------------------ | ------------------ | -------- |
| 1   | 3  | Michael Schumacher | Ferrari            | 1'40"290 |
| 2   | 4  | Rubens Barrichello | Ferrari            | 1'41"035 |
| 3   | 2  | David Coulthard    | McLaren - Mercedes | 1'41"608 |

Nella seconda sessione di prove di venerdì i risultati furono i seguenti:
| Pos | No | Pilota             | Costruttore        | Tempo    |
| --- | -- | ------------------ | ------------------ | -------- |
| 1   | 1  | Mika Häkkinen      | McLaren - Mercedes | 1'40"262 |
| 2   | 3  | Michael Schumacher | Ferrari            | 1'40"276 |
| 3   | 2  | David Coulthard    | McLaren - Mercedes | 1'40"498 |

Nella sessione di prove di sabato mattina i risultati furono i seguenti:
| Pos | No | Pilota             | Costruttore         | Tempo    |
| --- | -- | ------------------ | ------------------- | -------- |
| 1   | 2  | David Coulthard    | McLaren - Mercedes  | 1'38"109 |
| 2   | 3  | Michael Schumacher | Ferrari             | 1'38"203 |
| 3   | 12 | Alexander Wurz     | Benetton - Playlife | 1'38"318 |

## Qualifiche

### Resoconto
Il fresco Campione del Mondo Michael Schumacher dominò, come aveva fatto l'anno precedente, le qualifiche del Gran Premio della Malesia, conquistando la pole position ed infliggendo quasi mezzo secondo di distacco a Mika Häkkinen. Terzo si piazzò Coulthard, seguito da Barrichello e dal sorprendente Alexander Wurz, in ripresa nelle ultime gare dopo una stagione piuttosto in ombra. Villeneuve, fece segnare il sesto tempo, seguito da Irvine, Ralf Schumacher e dalle due Jordan di Trulli e Frentzen.

### Risultati
| Pos | No | Pilota                | Costruttore          | Tempo    | Distacco |
| --- | -- | --------------------- | -------------------- | -------- | -------- |
| 1   | 3  | Michael Schumacher    | Ferrari              | 1'37"397 |          |
| 2   | 1  | Mika Häkkinen         | McLaren - Mercedes   | 1'37"860 | +0"463   |
| 3   | 2  | David Coulthard       | McLaren - Mercedes   | 1'37"889 | +0"492   |
| 4   | 4  | Rubens Barrichello    | Ferrari              | 1'37"896 | +0"499   |
| 5   | 12 | Alexander Wurz        | Benetton - Playlife  | 1'38"644 | +1"247   |
| 6   | 22 | Jacques Villeneuve    | BAR - Honda          | 1'38"653 | +1"256   |
| 7   | 7  | Eddie Irvine          | Jaguar - Ford        | 1'38"696 | +1"299   |
| 8   | 9  | Ralf Schumacher       | Williams - BMW       | 1'38"739 | +1"342   |
| 9   | 6  | Jarno Trulli          | Jordan - Mugen Honda | 1'38"909 | +1"512   |
| 10  | 5  | Heinz-Harald Frentzen | Jordan - Mugen Honda | 1'38"988 | +1"591   |
| 11  | 23 | Ricardo Zonta         | BAR - Honda          | 1'39"158 | +1"761   |
| 12  | 8  | Johnny Herbert        | Jaguar - Ford        | 1'39"331 | +1"934   |
| 13  | 11 | Giancarlo Fisichella  | Benetton - Playlife  | 1'39"387 | +1"990   |
| 14  | 18 | Pedro de la Rosa      | Arrows - Supertec    | 1'39"443 | +2"046   |
| 15  | 19 | Jos Verstappen        | Arrows - Supertec    | 1'39"489 | +2"092   |
| 16  | 10 | Jenson Button         | Williams - BMW       | 1'39"563 | +2"166   |
| 17  | 17 | Mika Salo             | Sauber - Petronas    | 1'39"591 | +2"194   |
| 18  | 14 | Jean Alesi            | Prost - Peugeot      | 1'40"065 | +2"668   |
| 19  | 15 | Nick Heidfeld         | Prost - Peugeot      | 1'40"148 | +2"751   |
| 20  | 16 | Pedro Diniz           | Sauber - Petronas    | 1'40"521 | +3"124   |
| 21  | 20 | Marc Gené             | Minardi - Fondmetal  | 1'40"662 | +3"265   |
| 22  | 21 | Gastón Mazzacane      | Minardi - Fondmetal  | 1'42"078 | +4"681   |

## Gara

### Resoconto
Al via le due McLaren scattarono bene e sia Häkkinen che Coulthard sopravanzarono Michael Schumacher, portandosi in prima e seconda posizione. Tuttavia, il pilota finlandese si era mosso nettamente sulla propria piazzola di partenza prima dello spegnersi dei semafori, incorrendo quindi in una penalità. Alle spalle dei primi tre si inserirono Barrichello, Wurz, Villeneuve, Irvine, Frentzen e Herbert. Nelle retrovie Diniz arrivò lungo alla prima frenata, toccando Jean Alesi e dando il via ad un incidente che mise fuori gara, oltre al pilota della Sauber, anche Heidfeld e de la Rosa. Trulli fu invece costretto a rientrare ai box dopo aver tamponato Irvine.
La direzione gara fece entrare in pista la safety car per permettere ai commissari di percorso di sgomberare il tracciato dai detriti. La vettura di sicurezza si fece da parte al termine del quarto giro e Häkkinen, sapendo di dover scontare una penalità per la partenza anticipata, lasciò strada al compagno di squadra e alle due Ferrari. Al pilota finlandese fu imposto di effettuare uno stop & go, cosa che fece al sesto passaggio, rientrando in ultima posizione.
Coulthard si fermò al 17º giro per il primo pit stop, anticipato per pulire i radiatori ed evitare che il motore si surriscaldasse. Lo scozzese tornò in pista in sesta posizione, mentre Schumacher effettuò una serie di giri più veloci che gli consentirono, dopo la sua sosta al 24º passaggio, di rientrare in pista davanti al rivale. La gara fu di fatto decisa in questa fase: Coulthard, pur mantenendo ridotto il distacco dal pilota della Ferrari, non riuscì ad avvicinarglisi a sufficienza per tentare un attacco. Nelle ultime tornate il pilota scozzese si portò in scia a Schumacher, ma il pilota tedesco si difese senza particolari problemi.
Alle spalle dei due Barrichello corse in solitaria al terzo posto fino al traguardo. Häkkinen, partito con una strategia che prevedeva un solo rifornimento, rimontò con decisione fino alla quarta posizione, compiendo diversi sorpassi e facendo segnare il giro più veloce in gara. Villeneuve tagliò il traguardo dietro al pilota della McLaren, dopo aver lottato a lungo per la quarta posizione con Wurz, che, rallentato da problemi ai freni nella seconda parte di gara, fu costretto ad accontentarsi del settimo posto. L'ultimo punto fu conquistato da Irvine, che portò alla Jaguar il secondo risultato utile stagionale. Il suo compagno di squadra Herbert, all'ultima gara in carriera, fu invece protagonista di un violento incidente causato dalla rottura della sospensione posteriore sinistra a poche tornate dal termine. Nonostante la violenza dell'impatto il pilota inglese riportò solo alcune contusioni.
La vittoria di Schumacher ed il terzo posto di Barrichello consegnarono alla Ferrari il decimo Titolo Costruttori della sua storia, con ben diciotto punti di margine sulla McLaren. Con la Williams saldamente in terza posizione, il quinto posto di Villeneuve non bastò alla BAR per aggiudicarsi il quarto posto in classifica: la scuderia anglo-americana, pur avendo conquistato lo stesso numero di punti della Benetton, fu classificata alle spalle della squadra italiana per via dei migliori piazzamenti ottenuti da quest'ultima. La Minardi, pur non ottenendo nessun piazzamento a punti, terminò decima davanti alla Prost, in grande crisi.

### Risultati
| Pos      | No | Pilota                | Costruttore          | Giri | Tempo/Ritiro e posizione al ritiro       | Partenza | Punti |
| -------- | -- | --------------------- | -------------------- | ---- | ---------------------------------------- | -------- | ----- |
| 1        | 3  | Michael Schumacher    | Ferrari              | 56   | 1h35'54"235                              | 1        | 10    |
| 2        | 2  | David Coulthard       | McLaren - Mercedes   | 56   | +0"736                                   | 3        | 6     |
| 3        | 4  | Rubens Barrichello    | Ferrari              | 56   | +18"444                                  | 4        | 4     |
| 4        | 1  | Mika Häkkinen         | McLaren - Mercedes   | 56   | +35"269                                  | 2        | 3     |
| 5        | 22 | Jacques Villeneuve    | BAR - Honda          | 56   | +1'10"692                                | 6        | 2     |
| 6        | 7  | Eddie Irvine          | Jaguar - Ford        | 56   | +1'12"568                                | 7        | 1     |
| 7        | 12 | Alexander Wurz        | Benetton - Playlife  | 56   | +1'29"314                                | 5        |       |
| 8        | 17 | Mika Salo             | Sauber - Petronas    | 55   | + 1 giro                                 | 17       |       |
| 9        | 11 | Giancarlo Fisichella  | Benetton - Playlife  | 55   | + 1 giro                                 | 13       |       |
| 10       | 19 | Jos Verstappen        | Arrows - Supertec    | 55   | + 1 giro                                 | 15       |       |
| 11       | 14 | Jean Alesi            | Prost - Peugeot      | 55   | + 1 giro                                 | 18       |       |
| 12       | 6  | Jarno Trulli          | Jordan - Mugen Honda | 55   | + 1 giro                                 | 9        |       |
| 13       | 21 | Gastón Mazzacane      | Minardi - Fondmetal  | 50   | Motore (13°)                             | 22       |       |
| Ritirato | 8  | Johnny Herbert        | Jaguar - Ford        | 48   | Sospensione/incidente (10°)              | 12       |       |
| Ritirato | 23 | Ricardo Zonta         | BAR - Honda          | 46   | Motore (9°)                              | 11       |       |
| Ritirato | 9  | Ralf Schumacher       | Williams - BMW       | 43   | Circuito lubrificazione (13°)            | 8        |       |
| Ritirato | 20 | Marc Gené             | Minardi - Fondmetal  | 36   | Pinza freni (15°)                        | 21       |       |
| Ritirato | 10 | Jenson Button         | Williams - BMW       | 18   | Motore (10°)                             | 16       |       |
| Ritirato | 5  | Heinz-Harald Frentzen | Jordan - Mugen Honda | 7    | Impianto elettrico (19°)                 | 10       |       |
| Ritirato | 16 | Pedro Diniz           | Sauber - Petronas    | 0    | Collisione con N.Heidfeld e P.De la Rosa | 20       |       |
| Ritirato | 18 | Pedro de la Rosa      | Arrows - Supertec    | 0    | Collisione con N.Heidfeld e P.Diniz      | 14       |       |
| Ritirato | 15 | Nick Heidfeld         | Prost - Peugeot      | 0    | Collisione con P.De la Rosa e P.Diniz    | 19       |       |

## Classifiche

### Piloti
| Pos. | Pilota                | Punti |
| ---- | --------------------- | ----- |
| 1    | Michael Schumacher    | 108   |
| 2    | Mika Häkkinen         | 89    |
| 3    | David Coulthard       | 73    |
| 4    | Rubens Barrichello    | 62    |
| 5    | Ralf Schumacher       | 24    |
| 6    | Giancarlo Fisichella  | 18    |
| 7    | Jacques Villeneuve    | 17    |
| 8    | Jenson Button         | 12    |
| 9    | Heinz-Harald Frentzen | 11    |
| 10   | Jarno Trulli          | 6     |
| 10   | Mika Salo             | 6     |
| 12   | Jos Verstappen        | 5     |
| 13   | Eddie Irvine          | 4     |
| 14   | Ricardo Zonta         | 3     |
| 15   | Alexander Wurz        | 2     |
| 15   | Pedro de la Rosa      | 2     |

### Costruttori
| Pos. | Team                 | Punti |
| ---- | -------------------- | ----- |
| 1    | Ferrari              | 170   |
| 2    | McLaren - Mercedes   | 152   |
| 3    | Williams - BMW       | 36    |
| 4    | Benetton - Playlife  | 20    |
| 5    | BAR - Honda          | 20    |
| 6    | Jordan - Mugen Honda | 17    |
| 7    | Arrows - Supertec    | 7     |
| 8    | Sauber - Petronas    | 6     |
| 9    | Jaguar - Ford        | 4     |